# Stadio Renato Curi
Het Stadio Renato Curi is een voetbalstadion in de Italiaanse stad Perugia. Het is de thuishaven van Perugia Calcio en biedt plaats aan 28.000 toeschouwers. Het stadion werd geopend in 1975.

## Geschiedenis
Het stadion werd ontworpen door Luigi Corradi en werd in 1975 in drie maanden gebouwd. Het vorige stadion, Stadio Santa Giuliana, werd te klein bevonden, nadat Perugia promoveerde naar de Serie A. Het stadion heette voorheen Stadio Pian di Massiano. Nadat Perugia speler Renato Curi op 30 oktober 1977 overleed aan een hartinfarct tijdens een thuiswedstrijd tegen Juventus FC. Werd het Stadio Pian di Massiano als eerbetoon omgedoopt tot het Stadio Renato Curi.

## Interlands
Het stadion werd vijfmaal gebruikt voor een thuiswedstrijd van het Italiaans voetbalelftal.
| Voetbalinterlands | Voetbalinterlands | Voetbalinterlands    | Voetbalinterlands | Voetbalinterlands    | Voetbalinterlands |
| No.               | Datum             | Wedstrijd            | Uitslag           | Soort wedstrijd      |                   |
| ----------------- | ----------------- | -------------------- | ----------------- | -------------------- | ----------------- |
| 1.                | 22 december 1983  | Italië – Cyprus      | 3 – 1             | EK 1984 kwalificatie |                   |
| 2.                | 22 december 1988  | Italië – Schotland   | 2 – 0             | Vriendschappelijk    |                   |
| 3.                | 6 oktober 1996    | Italië – Georgië     | 1 – 0             | WK 1998 kwalificatie |                   |
| 4.                | 25 april 2001     | Italië – Zuid-Afrika | 1 – 0             | Vriendschappelijk    |                   |
| 5.                | 4 juni 2014       | Italië – Luxemburg   | 1 – 1             | Vriendschappelijk    |                   |